# Autoroute A14 (Autriche)
Pour les articles homonymes, voir A14.
L'autoroute autrichienne A14  (en allemand : Rheintal/Walgau Autobahn (A14) ou Autoroute du Rheintal/Walgau) est un axe autoroutier situé en Autriche, qui relie l'autoroute 96 allemande au niveau de Hörbranz à Bludenz.